# Eleccions regionals de Friül-Venècia Júlia de 1983
Les eleccions per a renova el consell regional del Friül – Venècia Júlia se celebraren el 26 de juny de 1983. La participació fou del 88,6%
| ← Eleccions regionals de Friül-Venècia Júlia, 1983 → |      |        |        |
| Partits                                              | vots | (%)    | escons |
| Democràcia Cristiana Italiana (DC)                   |      | 34,2%  | 23     |
| Partit Comunista Italià (PCI)                        |      | 21,7%  | 14     |
| Partit Socialista Italià (PSI)                       |      | 11,3%  | 7      |
| Llista per Trieste (LpT)                             |      | 5,7%   | 4      |
| Partit Socialista Democràtic Italià (PSDI)           |      | 5,7%   | 3      |
| Moviment Social Italià-Dreta Nacional (MSI-DN)       |      | 5,5%   | 3      |
| Partit Republicà Italià (PRI)                        |      | 4,7%   | 3      |
| Moviment Friül (MF)                                  |      | 4,3%   | 2      |
| Partit Liberal Italià (PLI)                          |      | 2,2%   | 1      |
| Democràcia Proletària (DP)                           |      | 1,5%   | 2      |
| Slovenska Skupnost - Unione Slovena (SSK-US)         |      | 1,2%   | 1      |
| altres                                               |      | 2,0%   | -      |
| Total                                                |      | 100,00 | 60     |

Font: Annuario Grolier 1989